# Inyodectes spinosa
Inyodectes spinosa är en insektsart som först beskrevs av Morgan Hebard 1923.  Inyodectes spinosa ingår i släktet Inyodectes och familjen vårtbitare. Inga underarter finns listade i Catalogue of Life.